# Lomagramma angustipinna
Lomagramma angustipinna är en träjonväxtart som beskrevs av Edwin Bingham Copeland. Lomagramma angustipinna ingår i släktet Lomagramma och familjen Dryopteridaceae. Inga underarter finns listade.